# Nokia 5110
Le Nokia 5110 est un téléphone mobile fabriqué par Nokia, commercialisé à partir de 1998 (Bouygues Telecom l'a par ailleurs vendu sous l'appellation "B415"). Il a été le plus populaire du monde mobile et fut abandonné en 2001, remplacé par le Nokia 5130.
Il mesure 48 × 132 × 31 mm et pèse 170 g. Il était résistant. C'est l'un des premiers téléphones à intégrer un jeu vidéo ("Snake"). Il a lancé la mode des coques interchangeables.

## Caractéristiques
- GSM
- Appareil photo numérique non disponible
- Vibreur disponible en option, intégré dans une batterie spécifique de même capacité que la batterie standard : BMS-2 V
- DAS : ? W/kg.